# Молитор, Габриэль Жан Жозеф
Габриэ́ль Жан Жозе́ф Молито́р (фр. Gabriel Jean Joseph Molitor; 7 марта 1770 — 28 июля 1849) — французский военный деятель, маршал (1823 год), граф (1808 год) и пэр (1815 год). Имя генерала выбито на Триумфальной арке в Париже.

## Биография

### Происхождение
Родился в семье гвардейца Шарля Молитора (фр. Charles Molitor; 1726–1800) и его супруги Мари Пупар (фр. Marie Poupart; 1741–1778). 15 сентября 1793 года женился в Сент-Авольде на Мари Бегер (фр. Marie Françoise Baegert; 1772–1849). В браке родились шесть детей.

### Революционные войны
Начал военную карьеру 25 августа 1791 года добровольцем в 4-м батальоне департамента Мозель, и сразу же был избран сослуживцами капитаном. В 1792 году сражался в рядах Северной армии, с 1793 по 1794 годы – в рядах Мозельской армии. 10 сентября 1793 года повышен до командира батальона штаба. В 1793 году переведён в Арденнскую армию, и был ранен пулей в бедро в ходе осады Майнца. Командовал бригадой под началом генерала Гоша в битве при Кайзерслаутерне с 28 по 30 ноября 1793 года. Затем, захватил с тремя батальонами важную позицию у Эрленбаха, защищаемую прусской армией. В дальнейшем командовал одной из колонн, решивших успех битвы при Гейсберге под Висамбуром с 26 по 29 декабря. Австрийцы, разбитые, отступили, а Гош вошёл в Висамбур и освободил Эльзас. 3 февраля 1794 года включён в состав дивизии Дебюро. 13 июля 1794 года сражался при Трипштадте в составе дивизии Тапонье.
13 июня 1795 года получил звание полковника штаба и был переведён в Рейнско-Мозельскую армию. В течение следующих четырёх кампаний он помогал в качестве начальника штаба во всех операциях Пишегрю, Клебера, Моро и Журдана, вплоть до вступления французских войск в Ахен, Кёльн и Кобленц. Был тяжело ранен при атаке крепости Майнц. В конце 1796 года, при осаде Келя, он бесстрашно защищал остров Эрлен-Бхейн. В январе 1797 года включён в дивизию Амбера. В апреле 1797 года сражался под началом Гувьона-Сен-Сира.
21 марта 1799 года сражался при Пфуллендорфе в дивизии Лефевра. 4 апреля был отправлен под начало Массена в Швейцарию и дрался в рядах Дунайской и Гельветической армии. 19 июня возглавил бригаду в 4-й дивизии. 28 июня эту дивизию возглавил Удино.
30 июля 1799 года Молитор был произведён в бригадные генералы. С 14 августа командовал 3-й бригадой в дивизии Лекурба. Последовательно разгромил австрийцев в битвах при Швице, Муттене и Гларисе. Находясь в последнем городе под угрозой со стороны двух австро-русских корпусов Елачича и Линкена, он ответил парламентарию, пришедшему с призывом сдаться: «Это не я сдамся, а ты!». В течение восьми дней боёв он шесть раз захватывал мост у Нефельса, в конце концов удержался там и сумел предотвратить соединение двух вражеских корпусов. После этой кампании Исполнительная директория написала Молитору поздравительное письмо, и швейцарское правительство выразило ему благодарность. 3 октября возглавил бригаду в 4-й дивизии Газана. 30 марта 1800 года Молитор отправился служить в Рейнскую армию во главе 2-й бригады дивизии Вандама. Он организовал переправу через реку и пересёк её с ротой гренадеров. В битве при Штокахе 3 мая он разгромил австрийский левый фланг, взяв в плен 4000 человек. Некоторое время спустя с дивизией в 5000 человек ему удалось сдержать австрийский тирольский корпус, насчитывавший около 25000 бойцов.  4 июля возглавил 1-ю дивизию в корпусе Лекурба. Победив во многих мелких стычках, особенно при Брегенце и Нессельвангене, он увенчал эту экспедицию взятием позиций у Фельдкирха и Граубюндена, что открыло для французов сообщение с армией Италии.
26 октября 1800 года был произведён в дивизионные генералы и вступил в должность, ведя войну против австрийцев в Тироле в составе армейского корпуса генерала Лекурба.

### Кампании в Италии и Далмации
Вернувшись во Францию, он с 18 июня 1801 года оставался без служебного назначения. 22 августа 1801 года принял командование 7-м военным округом в Гренобле. 26 августа 1805 года назначен командиром 3-й пехотной дивизии Итальянской армии маршала Массена. 30 октября отличился при Кальдьеро, где действуя в авангарде, смелой атакой на правое крыло австрийцев эрцгерцога Карла решил участь сражения. После заключения Пресбургского мира в январе 1806 года Император отправил его овладеть Далмацией. Облечённый всеми гражданскими и военными полномочиями, он навёл порядок в управлении и сохранил половину государственных доходов. Атакованный сначала с моря, он отбил русскую эскадру, осаждавшую Лецину, захватил 300 русских, высадившихся на этом острове, и отвоевал Курцолу. Эта кампания закончилась деблокадой Рагузы; он отправился туда с 1700 солдатами, и отбросил 10 000 черногорцев и 3000 русских, угрожавших городу. Рагузане задумали для него такое признание, что в церквях при пении «Domine salvum» после слова imperatorem прибавляли: et nostrum Liberatorem Molitorem. 14 октября 1806 года покинул Далмацию.

### Кампании в Померании и Австрии
4 ноября 1806 года возглавил дивизию Итальянской армии в Брешии. 29 апреля 1807 года его дивизия влилась в состав обсервационного корпуса маршала Брюна Великой Армии. Сражался на Балтийском море, преследовал короля Швеции до портов Штральзунда и руководил действиями левого крыла при осаде этой крепости, куда вошёл первым. Он оставался в Померании с титулом гражданского и военного генерал-губернатора до конца 1808 года. С 1 декабря 1807 года по август 1808 года также временно командовал всем 4-м корпусом.
В кампании 1809 года против австрийцев его дивизия входила в состав 4-го корпуса маршала Массена Армии Германии. 24 апреля сражался у Ноймаркта. 19 мая во главе одной из своих бригад он осуществил первую переправу через Дунай у Эберсдорфа и вытеснил австрийцев с острова Лобау. Двумя днями позже, 21-го, он в одиночку со своей дивизией в течение нескольких часов выдерживал первый удар австрийской армии у Асперна. 6 июля, во время битвы при Ваграме, ему было поручено атаковать деревню Адеркла, где он на большую часть дня сковал силы вражеского центра.

### На административных должностях
С февраля по июль 1810 года выполнял функции губернатора Ганзейских городов. Был заменён на этом посту генералом Мораном, и 1 июля 1810 года возглавил пехотную дивизию в составе обсервационного корпуса Голландии. С 19 сентября 1810 года был командующим 17-го военного округа в Амстердаме, отвечал за оборону Голландии. В апреле 1813 года он подавил восстание, поднятое жителями Гааги ввиду ожидаемой десантной высадки русских и английских войск. 18 ноября 1813 года возглавлял эвакуацию Голландии.

### Служба с 1813 по 1815 годы
В конце 1813 года возвратился во Францию и 17 декабря возглавил пехотную дивизию 11-го корпуса маршала Макдональда. 3 февраля 1814 года отошёл к Шоссе. 4 февраля оборонял Шалон-сюр-Марну, 4 марта – Труа. 4 апреля, пока отсутствовал Макдональд, временно возглавил 11-й корпус.
В мае 1814 года Людовик XVIII назначил его генеральным инспектором пехоты в 4-м военном округе в Меце. С 30 декабря выполнял данные функции в 3-м и 4-м военных округах.
14 апреля 1815 года, во время «Ста дней», Молитор занимался организацией национальной гвардии в 5-м военном округе в Эльзасе. С июня по июль командовал дивизией национальных гвардейцев 5-го корпуса генерала Раппа. 2 июня был Наполеоном сделан пэром Франции. С 1 августа 1815 года оставался без служебного назначения и был выслан из Парижа.

### На службе Бурбонов
21 января 1818 года стал генеральным инспектором пехоты. 1 июля 1818 года выполнял те же функции в 2-м, 3-м и 16-м военных округах. 30 декабря 1818 года генеральным инспектором пехоты в организационных рамках генерального штаба армии. С 4 июля 1821 года – в 7-м, 8-м и 9-м военных округах. 19 июня 1822 года – в 16-м военном округе. 12 февраля 1823 года Молитор возглавил 2-й корпус Пиренейской армии, с которым участвовал в испанской экспедиции. Оттеснил испанского генерала Бальестероса к Аликанте и Картахене и принудил его к капитуляции. За энергичные действия в эту кампанию король Людовик XVIII 15 июня произвёл Молитора в баронское достоинство и 9 октября пожаловал маршальский жезл и звание пэра. В декабре 1823 года маршал вернулся во Францию. С 26 ноября по 14 декабря 1831 года был старшим командующим 8-го и 9-го военных округов.
6 октября 1847 года Молитор был назначен директором Дома Инвалидов, но уступил эту должность Жерому Бонапарту; вместо этого 23 декабря 1848 года он получил должность Великого канцлера Почётного легиона и всех французских орденов.
Молитор скончался 28 июля 1849 года в Париже, и 8 августа был похоронен в Доме Инвалидов.
Его имя носят улица в Париже, ворота Парижа и ближайшие автобусные станции, а также две станции метро: станция Мишель-Анж — Молитор и станция-призрак Порт-Молитор.
Бассейн «Молитор», расположенный неподалёку в 16-м округе Парижа, также обязан своим названием ему.

## Скрипка Молитора
Stradivarius Molitor — старинная скрипка, созданная в 1697 году итальянским мастером Страдивари в Кремоне. Несмотря на мнение, что её владельцем был Наполеон Бонапарт, скрипка до 1804 года принадлежала Жюли Рекамье, владелице парижского салона, когда она попала во владение генерала Молитора. Скрипка оставалась в семье до Первой мировой войны, когда её несколько раз продавали различные парижские компании. На аукционе Тарисио 14 октября 2010 года Stradivarius Molitor была продана американской скрипачке Энн Акико Мейерс за рекордные на тот момент 3,6 миллиона долларов, самую высокую аукционную цену, когда-либо заплаченную за музыкальный инструмент.

## Воинские звания
- Капитан (25 августа 1791 года);
- Командир батальона штаба (10 сентября 1793 года);
- Полковник штаба (13 июня 1795 года);
- Бригадный генерал (30 июля 1799 года);
- Дивизионный генерал (26 октября 1800 года);
- Маршал Франции (9 октября 1823 года).

## Титулы
- Граф Молитор и Империи (фр. comte Molitor et de l'Empire; декрет от 19 марта 1808 года, патент подтверждён 29 июня 1808 года в Байонне и 3 февраля 1815 года в Париже)[2][3][4];
- Пэр Франции (фр. pair de France; 2 июня 1815 года);
- Пэр Франции (декрет от 9 октября 1823 года, патент подтверждён 15 июня 1824 года в Париже)[5].

## Награды
Легионер ордена Почётного легиона (11 декабря 1803 года)
 Командан ордена Почётного легиона (14 июня 1804 года)
 Великий офицер ордена Почётного легиона (28 июля 1806 года)
 Кавалер ордена Железной короны (23 декабря 1807 года)
 Большой крест баденского ордена военных заслуг Карла Фридриха (1809 год)
 Большой крест ордена Воссоединения (26 января 1813 года)
 Кавалер военного ордена Святого Людовика (1 июня 1814 года)
 Большой крест ордена Почётного легиона (31 января 1815 года)
 Командор военного ордена Святого Людовика (24 июля 1823 года)
 Большой крест испанского ордена Карлоса III (октябрь 1823 года)
 Большой крест 1-й степени русского ордена Святого Владимира (1824 год)
 Кавалер ордена Святого Духа (3 июня 1827 года)
 Великий канцлер ордена Почётного легиона (с 23 декабря 1848 года по 28 июля 1849 года)